# 尼克·柏金斯
尼古勞斯·柏金斯（1996年10月15日—）為美國男子籃球運動員，最後效力於P. LEAGUE+台鋼獵鷹。

## 早年
柏金斯出生於密西根州薩吉諾，國小五年級時搬到伊普西蘭蒂，高中十年級從安娜堡休倫高中轉學到米蘭高中，2014年9月承諾2015年進入紐約州立大學水牛城分校就讀。

## 職業生涯
2019年夏天，柏金斯代表洛杉矶湖人參加夏季联赛。8月8日，B1聯賽新潟天鵝宣布與柏金斯簽下2019-20賽季合約。2020年5月18日，新潟天鵝宣布與柏金斯的合約到期。8月9日，布林迪西宣布與柏金斯簽約。2021年7月18日，布林迪西宣布與柏金斯續約至2022-23賽季結束。2023年7月21日，長崎維爾卡宣布與柏金斯達成2023-24賽季協議。2024年3月26日，長崎維爾卡宣布與柏金斯解除合約，柏金斯改以教練身分留在球隊。3月30日，梅亞圭茲印第安人引進柏金斯。5月28日，柏金斯離開梅亞圭茲印第安人。7月30日，P. LEAGUE+台鋼獵鷹宣布引進柏金斯，中文登錄名為「鉑金」。

## 外部連結
- 尼克·柏金斯在fiba.basketball（英语）
- 尼克·柏金斯在B.LEAGUE官網（日语）
- 尼克·柏金斯在P. LEAGUE+官網
- 尼克·柏金斯在Basketball-Reference.com（國際）（英语）
- 尼克·柏金斯在Sports-Reference.com（NCAA）（英语）
- 尼克·柏金斯在Eurobasket.com（球員）（英语）
- 尼克·柏金斯在Proballers（英语）
- 尼克·柏金斯在RealGM（英语）
- 尼克·柏金斯在Flashscore（英语）